# Ethan Katzberg
Ethan Katzberg (født 5. april 2002) er en canadisk atlet, der konkurrerer i hammerkast. 
Han repræsenterede sit land under verdensmesterskaberne i atletik 2023 i Budapest, hvor han blev verdensmester i hammerkast.
Ved Sommer-OL 2024 vandt Katzberg guld med en vinderscore på 84,12 m.